# Lavoine
Lavoine – miejscowość i gmina we Francji, w regionie Owernia-Rodan-Alpy, w departamencie Allier.

## Demografia
Według danych na rok 1990 gminę zamieszkiwało 218 osób, a gęstość zaludnienia wynosiła 12 osób/km². W styczniu 2015 r. Lavoine zamieszkiwało 161 osób, przy gęstości zaludnienia wynoszącej 8,9 osób/km².